# كلارنس مايلز
كلارنس مايلز (بالإنجليزية: Clarence Miles)‏ هو شخصية أعمال أمريكي، ولد في 29 يونيو 1897، وتوفي في 8 أكتوبر 1977.